# Mimudea anthocosma
Mimudea anthocosma là một loài bướm đêm trong họ Crambidae.